# خدمتکار خدای
خدمتکار خدای' یا بنده خدا (به پشتو: خدمتگار خدای) که عیناً به معنی خدمتکار خدا ترجمه می‌شود، به نبرد آزادیخواهانه خشونت پرهیز در برابر فرمانروایی بریتانیا بدست پشتون‌های (همچنین به پتون، پختون یا افغان شناخته شده‌است) سرحدات شمالغربی کشور هند تعبیر می‌شود. همچنین به «سرخ‌پوش یا پیراهن قرمز» که در واقع بهسازی اجتماعی سازمان متمرکزسازی تحصیل و حذف جنگ‌های خونین که به عنوان انجمن اصلاح افغانیان شناخته شده، نامیده شده‌است. این جنبش به وسیلهٔ خان عبدالغفارخان با نام محلی باچاخان یا بادشا خان پایه‌ریزی شد[۱].
تدریجاً این حرکت سیاسی شد و به وسیلهٔ حکومت انگلیس مورد هدف قرار گرفت. در ۱۹۲۹ رهبری جنبش دستگیر و از ایالت تبعید و تعداد زیادی از اعضا نیز دستگیر شدند. در پی اتحاد حزب مسلم لیگ و کنگره ملی هند، در ۱۹۲۹ جنبش، به‌طور رسمی به عضویت حزبی کنگره درآمد. با توجه به فشار وارد آمده در سرتاسر هند، دولت بریتانیا در نهایت باچاخان را آزاد و محدودیت‌ها از حزب برداشته شد. در ۱۹۳۵ طی مصوبه‌ای به عنوان بخشی از دولت هند، برای اولین بار حق رأی دادن محدود در استان مرزی شمالغرب پیدا کرد و در انتخاب بعدی دکتر صاحب خان، برادر باچا خان به عنوان نخست‌وزیر انتخاب شد.
جنبش خدمتکار خدای (kk) به علت نقش اش در جنبش رهاسازی هندوستان در ۱۹۴۰ در برابر سرکوب دیگری قرار گرفت. در آن دوره، جنبش مواجهه با افزایش مخالفت از سوی حزب مسلم لیگ در ایالت شروع شد. با وجود اینکه کنگره‌های وابسته در انتخابات ۱۹۴۶ پیروز شدند، با افزایش اعتراضات حامیان جنبش پاکستان روبرو شد. در میان مذاکرات خروج بریتانیا از هند، حزب کنگره با تهیه تقسیم نامه هند برای مشخص کردن برگزاری رفراندم موافقت کرد که آیا NWFP ترجیح می‌دهد که بخشی از دولت هند باشد یا دولت تازه تأسیس پاکستان. درک این نکته که آن‌ها در موقعیت غیرقابل دفاع قرار داشتند و تصمیم جنبش به تحریم رفراندم، پیروزی محدودی برای رأی به پاکستان به‌شمار می‌آمد. جنبش خدمتکار خدا(KK) با واکنش شدید از سوی بخش تابعه دولت جدید پاکستان روبرو شد، که جنبش را از این کشور اخراج و فعالیت‌های جنبش ممنوع اعلام شد.

## شرایط پیش از جنبش
نوشتار اصلی: خان عبدالغفار خان
در ابتدای قرن بیستم، جامعه پشتون مستعمره، راکد، خشن، خسته از دشمنی، نابرابری، درگیری جناحی، همکاری اجتماعی ضعیف وسرشار از جهل بود[۲][۳]. فرصت‌های تحصیلی به‌طور اجباری محدود شده بودند. پشتون‌ها مسلمان هستند و رهبران مذهبی و ملاها با این بیان شناخته می‌شدند که اگر فرزندانتان به مدرسه بروند، به جهنم می‌روند. خان بیان داشت که هدف واقعی این تبلیغات این است که پشتون‌ها بی سواد و نافرهیخته بمانند و از این رو مردمانش با توجه به آموزش و پرورش هند، عقب افتاده‌ترین بودند[۴]. او همچنین اعلام داشت در این زمان که اسلام قرن‌ها پیش به مردمانش رسیده، پیام معنوی خود را از دست داده‌است.

## منشأ
با تشکیل جامعه‌ای برای اصلاح پشتون‌ها (انجمن اصلاح افغان)، این جامعه ابتدا اصلاحات اجتماعی را هدف گرفته بود و کمپین‌هایی علیه فحشا به راه انداخت. به نظر می‌رسید باچاخان به عنوان بنیان‌گذار آن، با این واقعیت که هر وقت که نیروهای بریتانیایی با یک قیام مسلحانه مواجه می‌شوند همیشه سرانجام بر شورش غلبه می‌کنند، تحت تأثیر قرار گرفته بود. به‌طور مشابه وقتی از خشونت علیه نیروهای نظامی استفاده نمی‌شود نمی‌توان چنین چیزی را گفت.
این جنبش قبل از قتل‌عام بازار قصه خوانی، (هنگامیکه تظاهرات صدها نفر از حامیان خشونت پرهیزی برگزار شد آن‌ها بدست سربازان بریتانیایی در پیشاور به آتش کشیده شد) در حد پایین آن قرار داشت در آن زمان به صورت مشروط به ائتلاف تن داد درست بعد از استقلال پاکستان در ۱۹۴۷، هنگامیکه رئیس حزب مسلم لیگ، وزیر عبدالقیوم خان جنبش را ممنوع کرد و راه اندازی سرکوب‌های وحشیانه اعضایش که اوج آن قتل‌عام بابرا شریف بود.

## پیدایش
جنبش kk در اوجش قریب به صد هزار عضو داشت. در ابتدا جنبش بر روی اصلاح اجتماعی به عنوان وسیله‌ای برای پیشرفت و بهبود وضعیت پشتون‌ها در برابر بریتانیا متمرکز شد. غفارخان چندین جنبش اصلاحی قبلی برای تشکیل خدمتکار خدا، تأسیس انجمن اصلاح افغان در ۱۹۲۱، سازمان کشاورزان، انجمن زمین داران در ۱۹۲۷ را راه انداخت. تلاش برای گسترش آگاهی بیشتر دربارهٔ مسائل مربوط به پشتون‌ها توسط عبدالغفار خان در روزنامه پختون در می ۱۹۲۸ صورت گرفت. نهایتاً در نوامبر ۱۹۲۹ و تقریباً در سالگرد قتل‌عام بازار قصه خوانی، جنبش خدمتکار خدا شکل گرفت[۱].

## ردای قرمز
نخستین کارمندان خان که از مردان جوان که از مدارسش فارغ‌التحصیل شده بودند را به سمت خود جلب کرد. آن‌ها آموزش دیده و با لباس فرم پشت سر افسران خود قرار داشتند و به روستاهای مختلف برای استخدام مراجعه می‌کردند. کارشان با پوشش ردای سفی ساده، اما رنگ سفیدی که زود چرک می‌شد آغاز شد. گروهی از مردان رداهایشان را در یک دباغخانه محلی رنگ‌آمیزی کردند و رنگ قرمز آجری را که پیشرفت پیروزمندانه او را ثابت می‌کرد و این رنگ ممتاز که از فعالیت جنبش kk بدست آمد، سرخ‌پوش یا ردای قرمز نام گرفت.

## ساختار
داوطلبانی که قسم خورده بودند، جوخه‌هایی با افسران فرمانده تشکیل دادند و اصول پایه انضباط نظامی را آموختند. داوطلبان پرچم مخصوص خودشان را داشتند. در ابتدا قرمز و سپس سه رنگ به انضمام نوارها؛ نی انبان و طبل‌ها. مردان یونیفرم‌های قرمز و زنان سیاه می‌پوشیدند. آن‌ها تمرین‌های نظامی، مدالها، پرچم و تمام سلسله مراتب نظامی و حتی گروه‌های نی انبان زن هم داشتند.
خان شبکه‌ای از کمیته‌ها که جرگه نامیده می‌شدند و پس از مشاوره‌های سنتی- قبیله‌ای نام‌گذاری و طراحی شدند را، تشکیل داد. روستاها در گروه‌های بزرگتری دسته‌بندی شدند، مسئولیت ناحیه گسترده کمیته‌ها، جرگه‌های ایالتی، اقتدار نهایی بود. برای اجتناب از جنگ داخلی، خان افسران دارای مرتبه را انتخاب نکرد. او سالار اعظم یا فرمانده ارشد را منصوب کرد کسی که به نوبه خود افسران زیر دست را برای خدمت منصوب می‌کرد. سایر دسته‌ها شامل ژنرال‌ها بودند و ارتش کاملاً داوطلبانه تشکیل شده بود. حتی افسرها به‌طور رایگان تجمعات عمومی را سازماندهی می‌کردند. آن‌ها تمرین‌های نظامی را در اردوگاه‌های کار انجام می‌دادند و رژه‌های طولانی به سبک نظامی به سمت تپه‌ها را صورت می‌دادند.

## ایدئولوژی
تحت نفوذ عبدالغفار خان، جنبش، اعتراضات غیر خشونت‌آمیز را حمایت کرد و فعالیت‌هایشان را از طریق یک بستر اسلامی توجیه کرد. خان اسلام و خشونت پرهیزی را ناسازگار با هم ندید در حالیکه جنبش ذاتاً غیر فرقه‌ای بود. در بیش از یک رویداد، زمانی هندوها و سیک‌ها در پیشاور مورد حمله قرار گرفتند، اعضا خدمتکار خدا به حفظ دارایی و زندگی آن‌ها کمک کردند.
محمد پیامبر (ص) به این جهان آمد و به ما آموخت «کسی مسلمان است که هرگز کسی را با حرفی یا کرداری نرنجاند، اما کسی که برای نفع و سعادت خلق خدا کار می‌کند، ایمان به خدا عشق به همراهان است» خان عبدالغفارخان
«هیچ چیز شگفت‌انگیز تر از این در یک انسان یا پاتان (جنگجوی افغانی) مثل من نیست که به کیش خشونت پرهیزی متعهد باشد. این کیش جدیدی نیست ۱۴۰۰ سال پیش بوسیله پیامبر (ص) که تماماً در مکه بود، دنبال شد» خان عبدالغفار خان
تعهد خدمتکار خدا

## مثال۱
بنام خدایی که حاضر و شاهد است. من خدمتکار خدا هستم
من به ملت بدون هیچ منفعت شخصی خدمت خواهم کرد
من هیچگاه انتقام نخواهم گرفت و اعمال من برای هیچ‌کس تحمیل و باری نخواهد بود.
اعمال من غیر خشونت‌آمیز خواهد بود
من هر فداکاری که از من برای ماندن در این مسیر نیاز باشد انجام خواهم داد.
من به مردم بدون توجه به دین یا اعتقاد آن‌ها خدمت خواهم کرد.
من باید از اجناس تولید ملی خود استفاده کنم.
من نباید با هر منصبی وسوسه شوم.

## مثال ۲
در محضر خداوند من رسماً شهادت می‌دهم که:
1. من بدینوسیله صادقانه و صمیمانه خودم را برای شرکت به عنوان خدمتکار خدا پیشکش تقدیم می‌دارم.
2. من باید همیشه آماده فدا کردن آسایش شخصی، دارایی و حتی زندگی ام برای خدمت به ملت و برای دستیابی به آزادی کشورم باشم.
3. من نباید در فریب و دروغ یا برچیدن ستیز و جنگ و تحمل خصومت و عداوت علیه کسی مشارکت داشته باشم. من باید همیشه از ستمدیدگان در برابر حکومت ظالم دفاع کنم.
4. من نباید عضو هر سازمان دیگری شوم و نباید تأمین امنیت یا پیشنهاد مدافعه در جهت جنگ بدون خشونت داشته باشم.
5. من همیشه باید به اصول غیر خشونت‌آمیز متعهد باشم.
6. من باید در خدمت برابری بشریت باشم.
7. من باید همیشه حقیقت را ببینم و در تمام اعمالم مساوات برقرار باشد. هدف اصلی زندگی من باید حصول استقلال کامل و آزادی مذهبی باشد.
8. من باید همیشه حقیقت را ببینم و در تمام اعمالم مساوات برقرار باشد.
9. من نباید انتظار چشم داشتی را داشته باشم.
10. باید تمام اعمالم وقف خدا باشد و نباید اعمالم برای دست یافتن به درجه یا برای نمایش باشد.

## سوگند خدمتکار خدای
من خدمتکار خدا هستم و خداوند نیازمند هیچ خدمتی نیست.
خدمت به خلق خدا خدمت به خداست.
بنام خدا، من قول می‌دهم که در خدمت بشریت باشم.
قول می‌دهم از خشونت و کینه جویی خودداری کنم.
من قول می‌دهم کسانی را که بر من ستم روا داشته‌اند و به من ظلم کرده‌اند را فراموش کنم.
من قول می‌دهم از بروز نزاع و دشمنی و ایجاد عداوت خودداری کنم.
من قول می‌دهم هر پشتویی را مانند برادر و دوست خود بدانم.
من قول می‌دهم از سنت‌های ضد اجتماعی و تکرار آن‌ها خودداری کنم.
من قول می‌دهم زندگی ساده‌ای داشته باشم و پرهیزکاری پیشه کنم و از شرارت دوری جویم.
من قول می‌دهم به تمرین رفتار پسندیده و کردار شایسته و نه سوق پیدا کردن به سوی یک زندگی بطالت آلود.
من قول می‌دهم حداقل روزی دو ساعت از هر روز را به فعالیت‌های اجتماعی اختصاص دهم.
من با پیش گذاشتن نامم در صداقت و راستگویی بنده مخلص خدا می‌شوم.
من ثروت، زندگی، آسایش خود را برای آزادی مردمم و ملتم فدا خواهم کرد.
من هرگز با فریب و حسادت و دشمنی با مردمم رفتار نخواهم کرد و با مظلوم در برابر ظالم خواهم ایستاد.
من نه در برابر ارتش خواهم ایستاد، نه عضوی از اعضا سازمان حریف خواهم شد.
من بر اساس تمام اصول مسالمت‌آمیز زندگی خواهم کرد.
من به همه مخلوقات خدا همانند هم خدمت خواهم کرد و جسم من باید بتواند در خدمت حصول آزادی برای کشور و دینم باشد.
من همیشه این را خواهم دید که چه چیزی خوب است و چه چیزی بد.
من هیچگاه انتظار پاداش برای اعمال خود را ندارم.
تمام تلاش‌های من باید برای رضای خدا باشد و نه برای نمایش یا حصول منفعتی.

## سرود خدمتکار خدا
ما ارتش خدا هستیم
با مرگ یا ثروت
ما راهپیمایی می‌کنیم ما و رهبر مان
آماده مردن هستیم!
بنام خدا ما پیشروی می‌کنیم
و به نام او می‌میریم
و به نام خدا خدمت می‌کنیم
ما خدمتکاران خداییم
خداوند شاه ماست.
و او بزرگ است.
ما در خدمت مالکمان هستیم
ما بندگان خداوند هستیم.
آرمان کشور ما
ما با نفس خودمان خدمت می‌کنیم
برای چنین پایانی
افتخار مرگ است.
ما خدمت می‌کنیم و ما عاشق هستیم
مردم ما و آرمان ما
آزادی هدف ماست.
و ارزشش زندگی ماست.
ما عاشق کشورمان هستیم
و به کشورمان احترام می‌گذاریم
مجاهدانه از آن محافظت می‌کنیم
برای شکوه خداوند
با توپ و تانک
سربازان و سواران دلیر
کسی نمی‌تواند بر ما غلبه کند
کار ما وظیفه ماست.

## تاکتیک سلطنت بریتانیا در برابر خدمتکار خدای
«بریتانیایی‌ها بر ما شکنجه روا داشتند، ما را در زمستان به درون حوض‌ها می‌انداختند، ریش‌های ما را تراشیدند، اما بادشاه خان به پیروانش گفت صبر خود را از دست ندهید. او گفت پاسخ به این خشونت، خشونت بیشتری دارد اما هیچ چیز نمی‌تواند بر خشونت پرهیزی پیروز شود. شما نمی‌توانید آن را بکشید، آن ایستاده می‌ماند. بریتانیایی‌ها اسب‌ها و ماشین‌هایشان را از روی ما عبور دادند اما ما شال را در دهان فرو بردیم تا مانع از فریاد زدنمان شود. ما انسان بودیم اما نه گریه کردیم و نه عملی نشان دادیم که نشان دهد ضعیف یا مجروح هستیم». —مشرف الدین (Baldauf).
تاکتیک دیگر گرفته شده در برابر معترضین خشونت پرهیز، کسانی که جاده‌ها را بستند این بود که اسب‌ها و ماشین‌ها از آن‌ها گذشتند.
در ۱۹۳۰ سربازان قراول تفنگدار از آتش کشیدن بر روی معترضان در پیشاور که از پیروان رهبر خدمتکار خدای بودند ممانعت کردند. با سرپیچی از فرمان مستقیم، هنگ نامه شفافی به لندن ارسال کرد که نمی‌توان بر وفاداری نیروهای ارتش هند برای وضع تدابیر سخت گیرانه در قبال اعطای امتیاز حساب کرد.
با این وجود ۱۹۳۱۵۰۰۰ نفر از اعضا خدمتکار خدای و ۲۰۰۰ نفر از اعضا حزب کنگره بازداشت شدند[۷]. این قتل‌عام در پی شلیک معترضان غیرنظامی در Utmanzai و قتل‌عام Takkar که در پی قتل‌عام Hathikhel بود، رخ داد. در ۱۹۳۲ جنبش تاکتیک خود را تغییر داد و زنان نیز درگیر جنبش شدند. این مسئله بسیاری از صاحب منصبان هندی را که در منطقه کار می‌کردند چنان‌که در آن روزهای محافظه کارانه هندوستان، این موضوع یک توهین سنگین برای حمله به زنان بود و بیش از آن در یک جامعه محافظه کار پشتون به حساب می‌آمد، را مرعوب کرد.
گرچه بی رحمی افزایش یافت و در یک مورد پنج افسر پلیس در بنارس به دلیل «گزارش‌های ناگوار در خصوص استفاده از خشونت علیه داوطلبان جوان زن» از کار تعلیق شدند.
نیروهای بریتانیایی یک روستا را در درهٔ باجور در مارس ۱۹۳۲ بمباران کرده و عبدل غفار خان را به همراه بیش از ۴۰۰۰ نفر از خدمتکاران خدای دستگیر کردند. بمباران‌های بریتانیا در مناطق مرزی تا سال ۱۹۳۶–۱۹۳۷ ادامه پیدا کرد، به این دلیل که «هندوستان یک زمین تمرینی برای تمرینات نظامی فعالانه است که در هیچ جای دیگری از سرزمین‌های امپراطوری یافت نمی‌شود»، یک دادگاه بریتانیایی در ۱۹۳۳ چنین ادعایی کرد.
سایر شیوه‌ها از محدودهٔ مسموم کردن تا وحشی گری‌هایی نظیر اخته کردن علیه برخی فعالان خدمتکار خدای به کار گرفته می‌شد.
بعد از استعفای ضد جنگ کابینهٔ دکتر خان در ۱۹۳۹ به دلیل جنگ جهانی دوم، شیوه‌های بریتانیا در قبال جنبش به سیاست تفرقه بینداز- و - حکومت کن از طریق تحریک تنش‌های فرقه‌ای و عمومی بر فراز نیروی حماقت تغییر یافت. یادداشت سیاسی فرماندار جورج کانینگهام در ۲۳ سپتامبر ۱۹۴۲، خطاب به دولت که «به‌طور مداوم به مسلمانان دربارهٔ خطر چشم پوشی از بدنهٔ انقلابی هندوها موعظه کنید، به نظر می‌رسد بیشتر طوایف به این قضیه واکنش نشان می‌دهند». همچنین در صفحهٔ دیگری دربارهٔ دورهٔ زمانی ۱۹۳۹–۴۳ می‌گوید: «روش تبلیغی ما از ابتدای جنگ بیشتر موفق بوده‌است. این شیوه تماماً بر اساس زمینهٔ اسلامی بازی شده‌است».

## غفار خان و گاندی
جنبش با فشارهای شدیدی در ۱۹۳۰ مواجه می‌شود و تحت رهبری غفار خان فعالانه تلاش می‌کند که طرفداران سیاسی در هندوستان دست و پا کند تا به کاهش فشارهای موجود روی خود از طرف سردمداران بریتانیایی کمک کند. قبلاً در دسامبر ۱۹۲۸، وکیل مدافع محمد جان عباسی باچا خان را برای شرکت در کنفرانس خلافت دعوت کرده بود. نشستی که با بدی تمام شد که در آن نزدیک بود مولانا شوکت علی توسط یکی از اعضای پنجابی مورد هجوم قرار بگیرد.
با وجود نزدیکی اولیه میان غفارخان و علی، انتقاد خشونت‌آمیز آن‌ها از گاندی به‌طور حقیرانه‌ای با صبری که گاندی در برابر چشمان غفار خان نشان داد مورد مقابله قرار گرفت. تلاش دیگری که توسط رهبران قبلی (KK) صورت گرفت نزدیک شدن به سر فضلی حسین یکی از رهبران سابق پنجابی حزب اتحادگرایی برای اعاده درخواست کمک در برابر سرکوب‌هایی که اعمال می‌شد بود.
کنگره متعاقباً همهٔ کمک‌های ممکن به پاتان‌ها در مبادلهٔ سهم خودشان در پیوستن به حزب کنگره برای منازعه برای آزادی هندوستان ارائه داد. این پیشنهاد در استان مرزی مطرح شد و توسط خدمتکاران خدای در اوت ۱۹۳۱ پذیرفته شد. این حرکت سردمداران بریتانیایی را که مجبور شده بودند فشارها را بر (KK) آسان‌تر کنند شوکه کرد.
از جنبش توده تا حزب سیاسی

## مقالهٔ اصلی: جنبش جدایی از هندوستان
بعلاوه، با معرفی استقلال ایالتی تحت مصوبه دولت هندوستان در ۱۹۳۵، اولین دورهٔ محدود شدهٔ انتخابات در NWFP در سال ۱۹۳۶ برگزار شد. غفار خان از ایالت تبعید شد، برادرش دکتر خان صاحب، حزب را به یک پیروزی نزدیک رساند و نخست‌وزیر گشت. غفار خان پیروزمندانه در ۲۹ اوت ۱۹۳۷ به پیشاور بازگشت که روزنامهٔ Peshawar daily Khyber mail آن را شادترین روز زندگی اش نامید. در طول دو سال محدود کردن حزب کنگره توسط دکتر خان صاحب به عنوان نخست‌وزیر، اصلاحات بزرگی شامل اصلاحات ارضی، ارتقاء آموزش پشتو و آزادسازی زندانیان سیاسی مطرح گردید.
در ابلاغیه کنگره وزرای هشت استان از یازده استان در اعتراض به عدم اجرای قول بریتانیا مبنی بر استقلال هندوستان بعد از جنگ استعفا دادند. تصمیم به استعفا یک لحظهٔ محوری را در تاریخ هندوستان ثبت کرد، در پیشاپیش آن این موضوع برای فرصت دادن به آن دسته از گروه‌هایی که با جنبش خدمتکار خدای مخالف بودند جهت وسعت دادن به حیطهٔ فعالیت شان سودمند بود.

## سوبهاش چاندرا بوز
تا دوره‌های اخیر نقش فعالیت‌های جنبش (KK) در فرار سوبهاش چاندرا بوز در ۱۹۴۳ به‌طور گسترده‌ای نادیده گرفته شده‌است. در ۱۹۴۳، امیر خان ختاک به همراه چهار نفر دیگر از سوبهاش چاندرا بوز در ایستگاه قطار نوشرا (Nowshera) استقبال کردند. او آمده بود که فرارش را به آلمان نازی از طریق افغانستان پی ریزی کند.
سوبهاش با لباس مبدل یک مسلمان به درخواست میان اکبر شاه از خانهٔ فقیر چاند در پیشاور ختّاک داک اسماعیل خل برده شد، سوبهاش دو روز با امیر خان ماند پیش از آنکه در ظاهر یک پشتون به سفارت آلمان در کابل برای آغاز سفرش به آلمان و در نهایت به ژاپن برود. آقا حیدر علی از بانک ملی افغانستان، به بوز کمک کرد تا با منابع موثقی در کابل در ارتباط باشد و سفرش را برنامه‌ریزی کند [۱۱].

## واکنش شدید محافظه کاران
روند افزایشی جنبش آزادی‌خواهی با افزایش واکنش تند محافظه کاران به دلیل حمیت جنبش از حزب کنگره در میان رشد پشتیبانی از جنبش پاکستان روبرو گشت. تصمیم دکتر خان صاحب در حمایت از ازدواج دخترش با یک سرباز سیک منجر به رفتن برخی از هم پیمانان قدیمی باچاخان گردید [۱۲] [۱۳].
به‌طور مشابه‌ای انتقاد کردن پسرش غنی خان از ملاکان فئودال خشم بسیاری از نوابان و خان‌های محافظه کار را، که برخی قبلاً غمخوار جنبش بودند، برانگیخت [۱۰].
این موضوع با تلاش راسخ سلطنت بریتانیا برای بی‌اعتبار کردن جنبش با همکاری ملاها و علمایی که هم پیمان بریتانیا بودند هم‌زمان شد [۱۴]. فرماندار بریتانیایی، کانینگهام به خان‌های بزرگ آموزش داد که به صورت انفرادی به ملاقات هر ملا رفته و به ایشان بگویند که «هدف اسلام» را برای هر چیزی که وی به خاطرش به قدر کافی پول می‌پردازد به کار ببرند. به ملاها گفته شد که در صورت پیشرفت خوب می‌توانند به عنوان مستمری بگیر دولت در نظر گرفته شوند. در یک یادداشت سیاسی کانینگهام در ۲۳ سپتامبر ۱۹۴۲ می‌نویسد: «به‌طور مداوم به مسلمانان دربارهٔ خطر چشم پوشی از بدنهٔ انقلابی هندوها موعظه کنید، به نظر می‌رسد بیشتر طوایف به این قضیه واکنش نشان می‌دهند». همچنین در صفحهٔ دیگری دربارهٔ دورهٔ زمانی ۱۹۳۹–۴۳ می‌گوید: «روش تبلیغی ما از ابتدای جنگ بیشتر موفق بوده‌است. این شیوه تماماً بر اساس زمینهٔ اسلامی بازی شده‌است» [۱۰].

## سقوط خدمتکاران خدای
ویکی‌مدیا عمومی رسانه‌ای در رابطه با جنبش جدایی از هندوستان دارد.
زوال جنبش خدمتکاران خدای را می‌توان اثر گرفته از دو تصمیم برشمرد: اولی تصمیم کنگره در ۱۹۳۹ مبنی بر استعفای از قدرت در مخالفت با سیاست بریتانیا در قبال جنگ جهانی دوم بود. این حرکت به مسلم لیگ فرصتی برای پیشرفت و توسعه و به قدرت‌های بریتانیایی برای اصلاح استراتژی شان داد.
در ۱۹۴۰، در میان پاختون زلمای یک دو دستگی ایجاد شد، سازمان نوخاسته وابسته به جنبش خدمتکاران خدای باچاخان می‌شد. این قضیه بعد از اینکه باچا خان از پذیرش نتایج انتخابات داخلی حزب در سال ۱۹۴۰ که در آن سالار اسلم خانِ کوهَت رقابت را با به دست آوردن اکثریت به عنوان رئیس پاختون زلمای پیروز شده بود، امتناع کرد اتفاق افتاد. این امتناع از پذیرش سالار اسلم توسط باچا خان ضربه بزرگی بر پیکره حزب در نواحی جنوبی که در آن اعضای خدمتکاران خدای در انتخابات قبلی تمامی کرسی‌های مجامع ایالتی را به مانند مجامع ملی برده بودند وارد کرد.
سالار اسلم هم یکی از اعضای پیشرو بلوک بود و استدلال باچا خان این بود که وی نمی‌تواند به کسی جز پسر بزرگترش غنی خان، کسی که می‌خواست پاختون زلمای را رهبری کند، اعتماد کند. «این اشتباهی بود که باچاخان مرتکب شد. او بعدها از تصمیم خود خوشحال نبود، ولی مجبور بود که استدلال کند که در آن مرحلهٔ حساسِ منازعهٔ سیاسی، فقط می‌توانسته به غنی خان اعتماد کند» [۱۱].
حزب همچنین با تلاش‌هایی از طرف سلطنت بریتانیا برای محدود کردن تصویر حزب به عنوان یک گروه غیر دینی که تلاش می‌کند برنامه طرفداری از هند و کمونیست را ترویج دهد روبرو شد[۱۵]. با وجود این تلاش‌ها، شاخه سیاسی جنبش، در رقابت انتخاباتی شرکت کرد و در انتخابات استانی ۱۹۴۶ پیروز گشت.
یک استثنا بر خشونت پرهیز بودن جنبش وقتی اتفاق افتاد که پسر باچاخان، غنی خان، در ۲۶ و ۲۷ آوریل ۱۹۴۷ یک شاخه جدایی طلب پاختون زلمای (جوان پشتون) را تأسیس کرد و یک گروه جنگ طلب، سازمان جوان پشتون، سلاح‌های نظامی را حمل می‌کردند، و هدفشان محافظت از خدمتکار خدای بود و احزاب حزب کنگره در برابر ترس از خشونتی که در دستان عملگراهای مسلم لیگ وجود داشت، بود. هیچگونه ارتباطی بین این دسته و خدای خدمتکار وجود نداشت.
بازدید شوم نهرو در اکتبر ۱۹۴۶ و عواقب فاجعه بار بعدی آن در تحلیل تدریجی پایگاه مردمی وزارت خان صاحب بود.
با این وجود جنبش بر تمایلات غیر همگانی خود صادقانه پابرجا ماند، وقتی که خدمتکار خدای برای حفاظت از هزاران سیک و هندو که نگران مورد هجمه قرار گرفتن در پی افزایش خشونت‌ها پیش از جدایی بین هندوها و مسلمانان بودند، بیرون آمدند[۱۶].

## بعد از جدایی
اطلاعات تکمیلی: پاختونستان
استقلال پاکستان در ۱۹۴۷، نقطه شروعی بر پایان جنبش خدمتکار خدای گذاشت. زمانی‌که دولت کنگره مختصراً در قدرت باقی‌ماند سرانجام تحت فرمان مؤسس پاکستان، محمد علی جناح، توسط فرماندار از قدرت برکنار شد و دکتر خان صاحب با نماینده کنگره سابق، عبدل القیوم خان جایگزین شد. او موفق شد تلاش برای توافق مجدد بین محمد علی جناح و غفار خان را با ممانعت از ملاقات برنامه‌ریزی شده ما بین آن‌ها را با بکار بردن تمهیدات امنیتی متوقف کند [۱۷]. با آن جایگزینی، جناح به قیوم خان در برخورد با کنگره و خدمتکار خدای آزادی عمل داد. سرکوبی که با قتل‌عام ببرا شریف به اوج خود رسیده بود و علی‌رغم انگیزه و دلسردی آشکار از خلق پاکستان، رهبران خدمتکار خدای در سوم و چهارم سپتامبر ۱۹۴۷ در سردریاب دوباره گردهم آمدند و یک تصمیم را پذیرفتند [۱۸] که در آن بیان شد «خدمتکار خدای به پاکستان به عنوان کشور خود احترام می‌گذارند و متعهد می‌شوند که نهایت تلاش خود را برای تحکیم و تأمین مصلحت کشور بکار بندند و برای رسیدن به این هدف هرگونه فداکاری را انجام دهند». برکناری دکتر صاحب خان از صدارت و انتصاب عبدل القیوم خان غیر دموکراتیک است و اما از آنجایی که کشور ما در حال گذر از یک مرحله بحرانی است، خدمتکار خدای هیچ اقدامی که ممکن باشد مشکلاتی در مسیر حکومت مرکزی و هم حکومت استانی ایجاد کند انجام نخواهد داد. بعد از تقسیم کشور، خدمتکار خدای ارتباط خود را با تمام کنگره هندوستان قطع می‌کند و بنابراین به جای پرچم سه رنگ پرچم قرمز را به عنوان نماد حزب خود پذیرفتند.
«شما ما را (خدمتکار خدای) به میان گرگ‌ها پرتاب کرده‌اید.» -باچاخان بعد از تجزیه هندوستان خطاب به مهاتما بیان می‌کند.
اگرچه قیوم خان و دولت مرکزی پیش از این تصمیم گرفته بودند که هیچ همراهی و موافقتی نداشته باشند، سازمان خدمتکار خدای در اواسط سپتامبر ۱۹۴۸ غیرقانونی اعلام شد و بدنبال آن بازداشت‌های گسترده صورت گرفت و مرکز در سردریاب (مرکز جنبش خدمتکار خدای)، که در سال ۱۹۴۲ ساخته شده بود به دست حکومت ایالتی تخریب شد. این سرکوب نهایتاً به قتل‌عام ببرا شریف منجر شد[۱۹].
جنبش از جدایی و تفرقه نیز آسیب دید، از آنجایی که اعضای حزب به دلیل ترس یا منافع خود تغییر جهت دادند. آن دسته از اعضا که آرزوی بقای حیات سیاسی خود را به پشتیبانی هواداران قبلی خود داشتند، به مخالفان قیوم خان، پیر مانکی شریف پیوستند.
پیرف یک شاخه جدایی طلب مسلم لیگ خلق کرد، اگرچه اینکار رقیبی برای قیوم که انتخاب مجدد خود را در سال ۱۹۵۱ مهندسی کرده، ایجاد نکرد[۱۹].
جنبش تا سال ۱۹۵۵ که دوباره توسط دولت مرکزی به دلیل مخالفت غفارخان با یکپارچه شدن ممنوع اعلام شد، به تعویق افتاد.
یک تلاش نافرجام برای آوردن غفارخان به دولت به عنوان وزیر به مانند تبدیل کردن جنبش KK به یک سازمان ملی صورت گرفت، اگرچه غفارخان این پیشنهاد را نپذیرفت[۲۰].
اگرچه ممنوعیت جنبش در سال ۱۹۷۲ برداشته شد، اما جنبش خدمتکار خدای شکست خورده بود.

## انتقادات
جنبش خدمتکار خدای یک موفقیت در زمینه مخالفتش با قوانین بریتانیایی محسوب می‌شود. اگرچه، اثرات اجتماعی جنبش باقی نمانده‌است. در حالیکه خانواده غفارخان فلسفه سیاسی جنبش را در تصرف خود نگهداری می‌کند.
تاریخ آن به‌طور وسیعی از حافظه رسمی پاکستان زدوده شده‌است. جنبش به دلیل مخالفتش با جداییف و با این دیدگاه خلق پاکستان، نکوهش نیز می‌شود. به همین دلیل این جنبش به عنوان یک جنبش جدایی طلب در پاکستان دیده شده‌است و در دهه‌های ۱۹۵۰ و ۱۹۶۰ به عنوان طرفدار کمونیست تلقی شده‌است، موضوعی که توسط عناصر محافظه کار برای بی‌اعتبار کردن آن‌ها به عنوان یک حرکت ضداسلام استفاده می‌شد. بنظر می‌رسد که ادعای جنبش در خصوص خشونت پرهیزی به کلی خدشه دار شد؛ برخی منتقدان استدلال می‌کنند از آنجایی که جنبش علیه بریتانیا به موفقیت دست یافته‌است، نمی‌توانند ادعای موفقیت مقابل قدرت سلطنتی دیگری چون سایر جنبش‌های خشونت پرهیز داشته باشد. این موضوع مفروضا با شکست آن‌ها برای رقابت کردن با دولت پاکستان در اقامه دعوی که در میان سرکوب جنبش توسط دولت پاکستان که به مراتب وحشیانه تر از اعمالی که توسط بریتانیا انجام شده بود، اثبات شد [۳]. دیگر منتقدان نیز اظهار می‌کنند که جنبش خدمتکار خدای در واقع به خشونت پرهیزی که طرفدارانش آنگونه که ادعا می‌کنند، نبوده‌است. نویسندگانی مانند Bannerjee Schofield به مواردی از حمله به مردم بریتانیایی‌تبار و سربازان استفاده کرده‌اند[۲۱].

## پی‌نوشت
- Sahibzada Abdul Qayyum Khan
- Abdul Qayyum Khan
- Khilafat movement
- Frontier Crimes Regulations
- Khan Roshan khan
- Qazi Ataullah Khan
- مناطق قبیله‌ای فدرال
- National Awami Party
- جنبش پاکستان
- محمدعلی جناح
- Nonviolent Soldier of Islam (book)